# Werner Tillessen

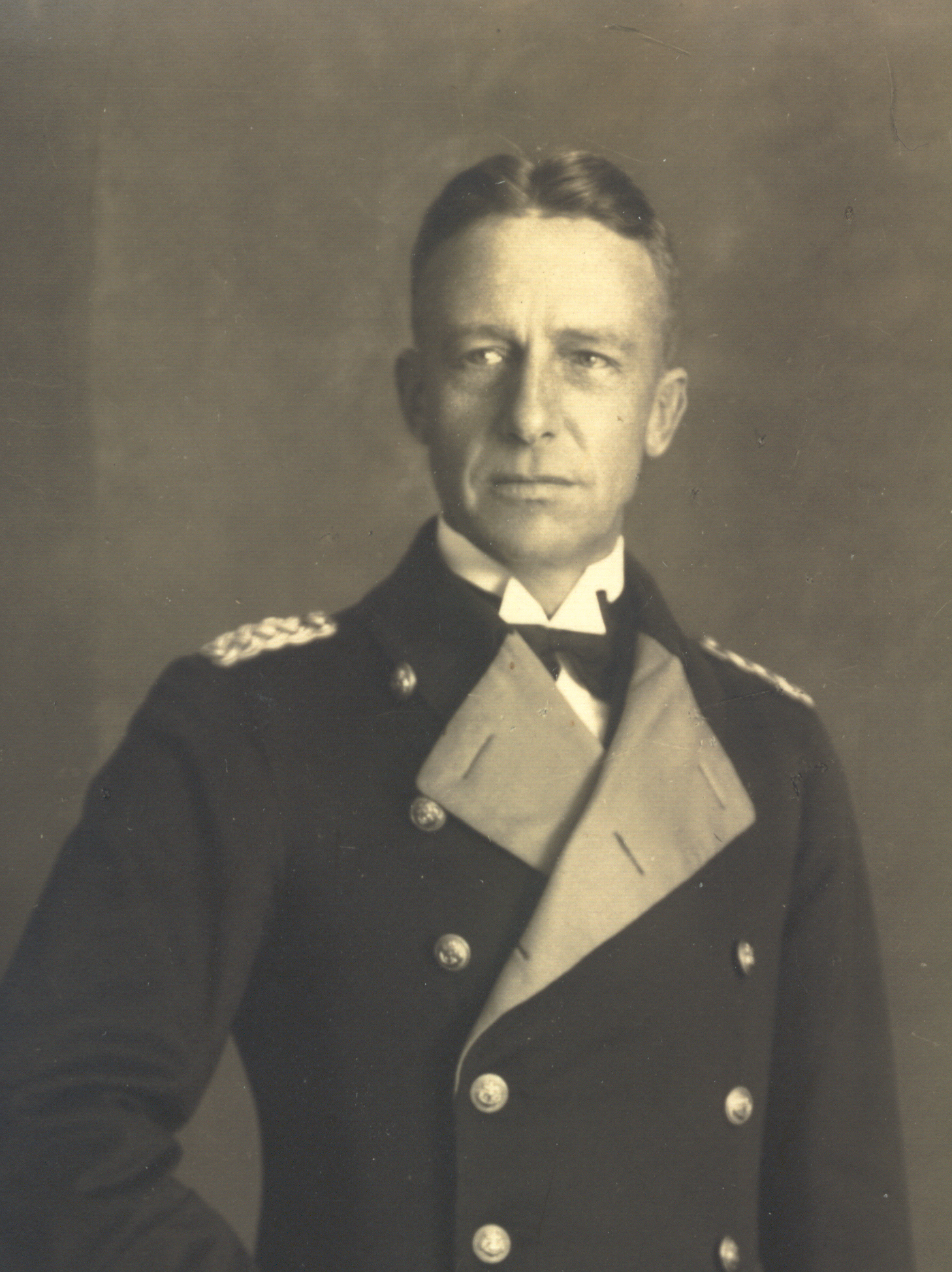
Kapitän zur See Tillessen

Werner Tillessen (* 22. August 1880 in Saarlouis; † 19. Mai 1953 in der Sowjetunion) war ein deutscher Admiral im Zweiten Weltkrieg. Er ist der älteste Bruder des Erzberger-Mörders Heinrich Tillessen und dessen Mitverschwörers Karl Tillessen.

## Leben

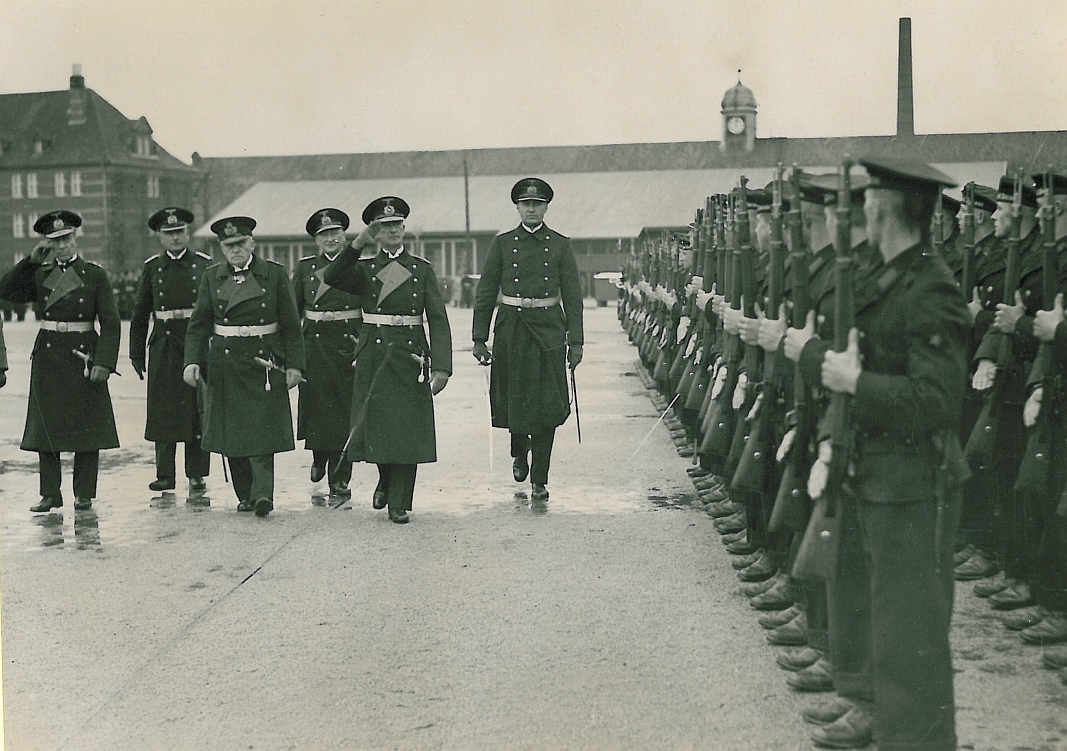
50-Jahr-Feier der Torpedowaffe 1937 in Wilhelmshaven – links Werner Tillessen, in der Mitte Admiral Adolf von Trotha und rechts Admiral Hermann Boehm

Tillessen trat am 12. April 1898 als Kadett in die Kaiserliche Marine ein und absolvierte seine Grundausbildung auf der Kreuzerfregatte Stosch. Nach dem anschließenden Besuch der Marineschule, an der er am 18. April 1899 zum Fähnrich zur See ernannt worden war, folgte seine Ausreise nach Hongkong. Hier wurde er an Bord des Linienschiffes Weißenburg eingesetzt und beteiligte sich an der Niederschlagung des Boxeraufstandes. Nachdem das Schiff wieder in die Heimat verlegt worden war, kam Tillessen am 23. September 1901 als Wachoffizier an Bord des Großen Kreuzers Victoria Louise und wurde am 19. Oktober 1901 zum Leutnant zur See befördert. Es folgte am 28. März 1903 die Beförderung zum Oberleutnant zur See. Vom 12. Dezember 1903 bis 30. September 1904 war Tillessen Wachoffizier auf dem Großen Kreuzer Friedrich Carl und im Anschluss daran bis 31. März 1905 Inspektionsoffizier an der Marineschule. Kurzzeitig war er Kompanieoffizier der Schiffsjungendivision und wurde am 1. Oktober 1905 zur II. Torpedo-Abteilung versetzt. Dort erfolgte seine Verwendung als Kompanieoffizier sowie zeitweise als Wachoffizier auf dem Divisionsboot D 6 sowie auf dem Torpedoboot S 130. Am 1. Oktober 1906 kam er als Lehrer auf die Panzerkorvette Württemberg und wurde dort am 7. März 1908 zum Kapitänleutnant befördert. Vom 1. Oktober bis 30. September 1911 war Tillessen Kompanieoffizier der II. Torpedo-Division sowie Erster Offizier in der VIII. Torpedobootsreservedivision. Zeitgleich setzte man ihn als Wachoffizier und Kommandanten des Torpedobootes V 158 ein. Ab 1. Oktober 1911 war er Adjutant der II. Marine-Inspektion und kam in gleicher Funktion am 30. September 1912 in den Stab der Marinestation der Nordsee.
Nach Ausbruch des Ersten Weltkriegs wurde Tillessen am 6. November 1914 zum Chef der 18. Torpedobootshalbflottille ernannt und als solcher am 16. April 1915 zum Korvettenkapitän befördert. Er befehligte vom 6. Februar 1917 bis 1. Mai 1918 die VI. Torpedobootsflottille und wurde im Anschluss bis 26. Juni 1918 zur Dienstleistung zum Kommando der Marinestation der Nordsee kommandiert. Im Anschluss daran kam Tillessen als 1. Adjutant in den Stab der Marinestation der Nordsee und verblieb hier über das Ende des Krieges hinaus bis zum 23. September 1919.

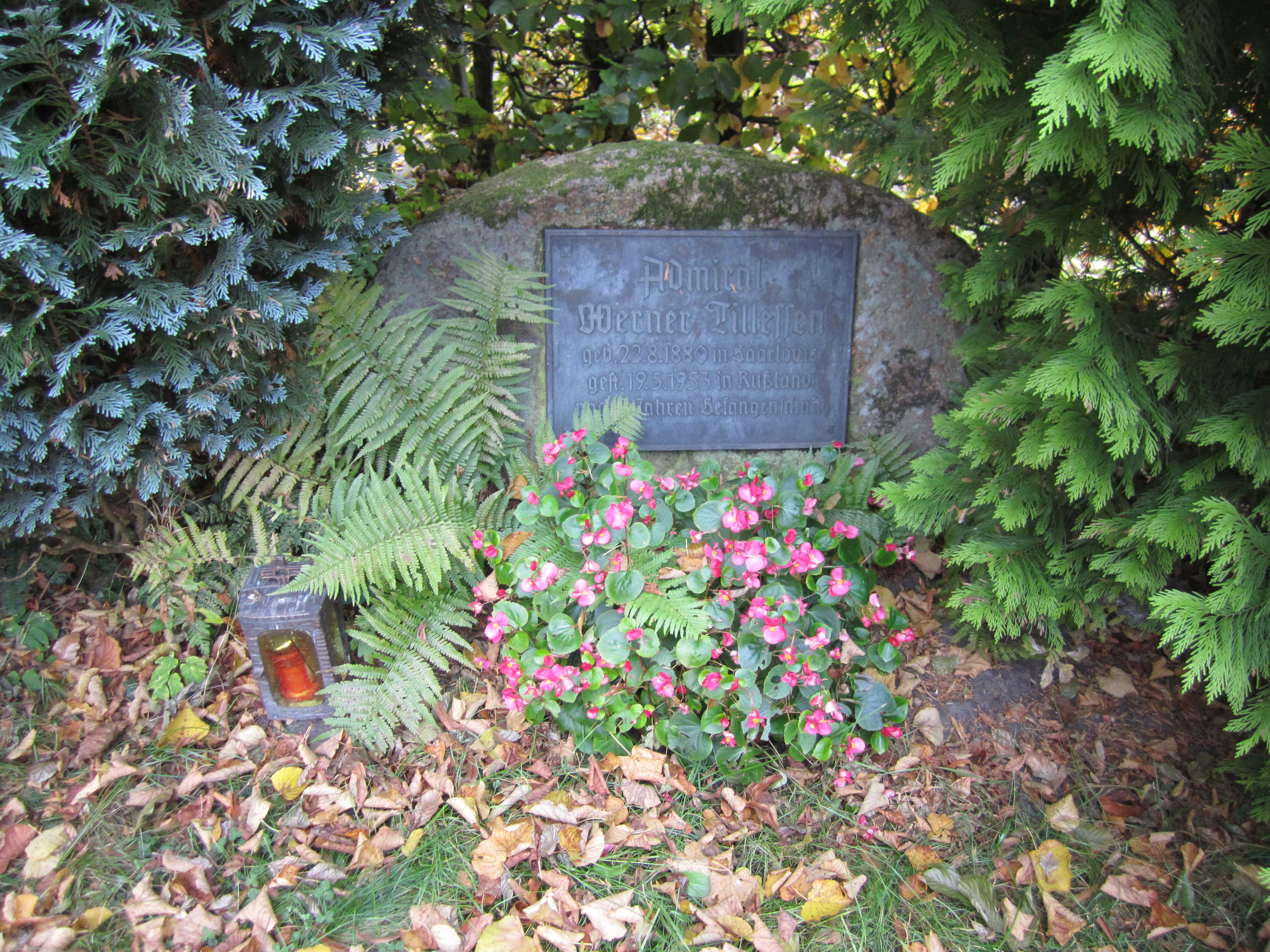
Gedenkstein auf dem Ehrenfriedhof Wilhelmshaven.

Man stellte ihn vom 24. September 1919 bis 7. Januar 1920 zur Verfügung des Chefs der Marinestation der Nordsee und kommandierte ihn dann zur Inspektion des Bildungswesens der Marine. Vom 1. Februar bis 2. Juni 1920 war er Direktionsoffizier der Marineschule A, wurde kurzzeitig Chef des Stabes der Inspektion des Bildungswesens der Marine und als solcher am 29. Juni 1920 Fregattenkapitän. Für zwei Monate war er Direktor der Marineschule A und vom 16. September 1920 bis 23. September 1925 Kommandeur der Marineschule Mürwik. Als Kapitän zur See (seit 1. Januar 1923) erhielt er am 24. September 1925 das Kommando über das Linienschiff Hannover sowie im Anschluss daran über das Linienschiff Schlesien. Für ein Jahr fungierte er dann bis 4. Oktober 1928 als Inspekteur des Torpedo- und Minenwesens und wurde am 1. Oktober 1928 Konteradmiral. Zeitgleich war er vom 9. Januar bis 29. Februar 1928 mit der Vertretung des Inspekteurs des Bildungswesens der Marine beauftragt. Es folgte am 5. Oktober 1928 die Ernennung zum Chef der Marinestation der Nordsee sowie am 1. Dezember 1930 die Beförderung zum Vizeadmiral. Am 30. September 1932 wurde Tillessen unter gleichzeitiger Beförderung zum Admiral aus dem aktiven Dienst verabschiedet und in den Ruhestand versetzt.
Am 24. Mai 1939 wurde Tillessen zur Verfügung der Kriegsmarine gestellt, ohne jedoch zunächst ein Kommando zu erhalten. Im Zweiten Weltkrieg war er im Rahmen der Deutschen Marinemission in Rumänien vom 8. Mai bis 17. Dezember 1942 Chef des Marinelehrstabs Bukarest und im Anschluss daran Chef des Marineverbindungsstabes Rumänien. Seit dem Einmarsch der Roten Armee in Bukarest Ende August 1944 galt Tillessen als vermisst; ein Gedenkstein auf dem Ehrenfriedhof Wilhelmshaven nennt den 19. Mai 1953 als Todesdatum mit dem Hinweis „in Rußland, nach acht Jahren Gefangenschaft“. 2016 wurden von russischen Regierungsarchiven die Protokolle der Vernehmungen Tillessens nach seiner Gefangennahme zusammen mit anderen Unterlagen der sowjetischen Militäraufklärung erstmals herausgegeben. Nach Aussage von Matthias Uhl, wissenschaftlicher Mitarbeiter am Deutschen Historischen Institut in Moskau, war Werner Tillessen der erste deutsche Admiral, der in sowjetische Gefangenschaft geriet. Er beschrieb den nun veröffentlichten Dokumenten zufolge in seinen Verhören die Zusammensetzung der deutschen Marine sehr genau. Uhl bestätigte auch seinen Tod im Jahr 1953 im Gefangenenlager.
Die republikfeindlichen Aktivitäten seines Bruders Karl, der als Kopf einer Abteilung der rechtsterroristischen Organisation Consul Anfang der 1920er Jahre Mordanschläge auf Politiker plante, unterstützte Werner Tillessen trotz seiner hervorgehobenen militärischen Stellung als Kommandeur der Marineschule weltanschaulich wie praktisch. So versteckte sich Karl Tillessen, als er nach dem von ihm geplanten und angekündigten Mord an Walther Rathenau gesucht wurde, für einige Tage in Flensburg bei seinem Bruder Werner. Wenige Monate später ließ sich Werner Tillessen beim Empfang des in republikfeindlichen Kreisen verhassten Reichspräsidenten Friedrich Ebert an der Marineschule wegen dienstlicher Verpflichtungen entschuldigen, um dem republikanischen Staatsoberhaupt nicht zu begegnen.

## Auszeichnungen

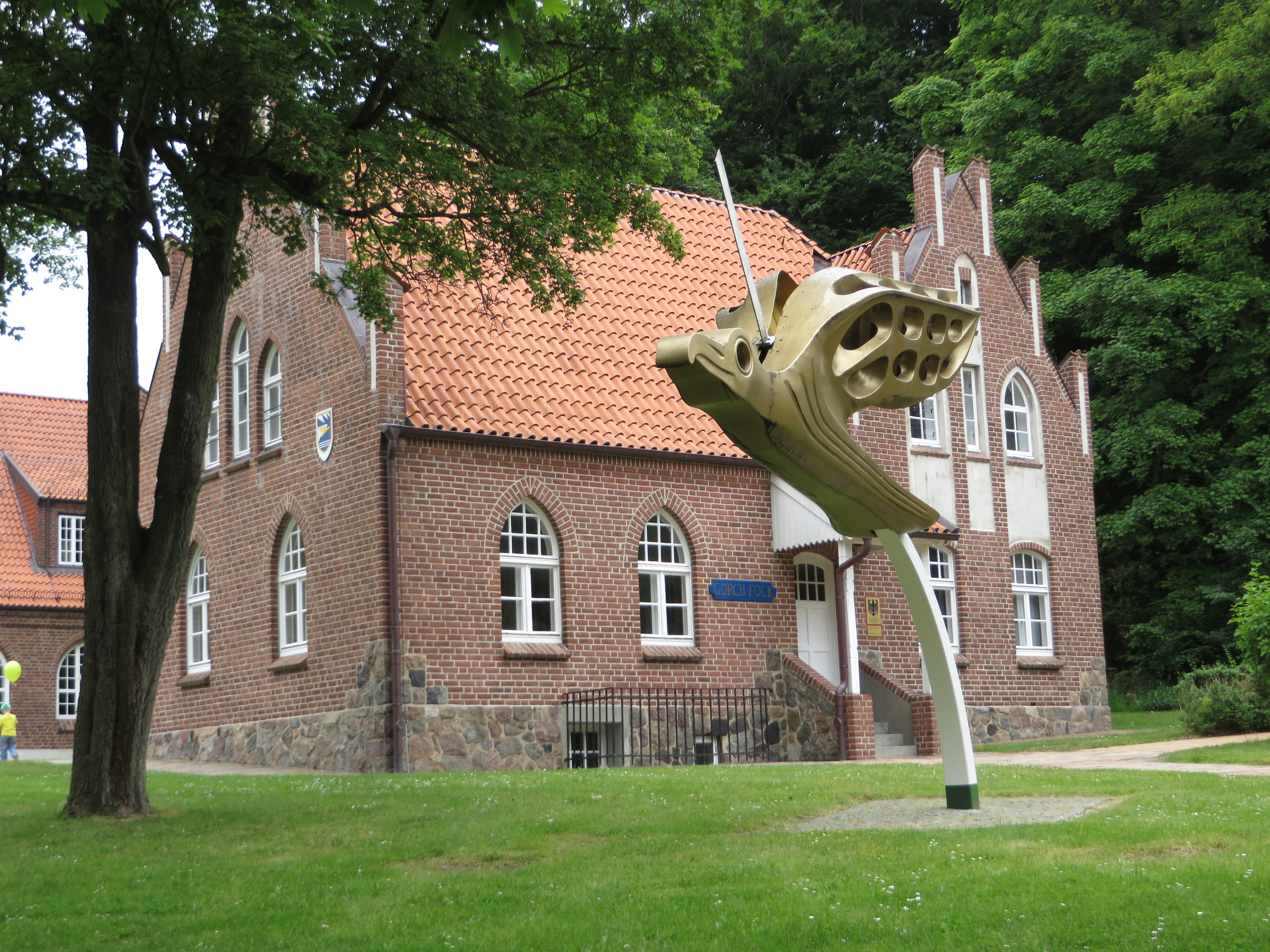
Das Gorch-Fock-Haus der Marineschule Mürwik wurde früher Tillessen-Haus genannt.

- Eisernes Kreuz (1914) II. und I. Klasse[3]
- Roter Adlerorden IV. Klasse[3]
- Ritterkreuz des Königlichen Hausordens von Hohenzollern mit Schwertern[3]
- Preußisches Dienstauszeichnungskreuz[3]
- China-Denkmünze[3]
- Ritterkreuz II. Klasse des Friedrichs-Ordens mit Schwertern[3]
- Friedrich-August-Kreuz II. und I. Klasse[3]